# 特勞恩
特勞恩（德語：Traun）是位於奧地利北部上奧地利州的一個城市。在2001年，有人口23,470人。距奧地利首都維也納以西247公里。特勞恩是上奧地利州的第五大城市。